# Lijst van voetbalinterlands Colombia - Frankrijk
Deze lijst van voetbalinterlands is een overzicht van alle officiële voetbalwedstrijden tussen de nationale teams van Colombia en Frankrijk. De landen speelden tot op heden vier keer tegen elkaar. De eerste ontmoeting, een vriendschappelijke wedstrijd, werd gespeeld in Salvador (Brazilië) op 18 juni 1972. Het laatste duel, eveneens een vriendschappelijke wedstrijd, vond plaats op 23 maart 2018 in Saint-Denis.

## Wedstrijden
| № | Plaats      | Datum         | Competitie                   | Wedstrijd            | Uitslag |
| - | ----------- | ------------- | ---------------------------- | -------------------- | ------- |
| 1 | Salvador    | 18 juni 1972  | Vriendschappelijk            | Frankrijk – Colombia | 3 – 2   |
| 2 | Lyon        | 18 juni 2003  | FIFA Confederations Cup 2003 | Frankrijk – Colombia | 1 – 0   |
| 3 | Saint-Denis | 3 juni 2008   | Vriendschappelijk            | Frankrijk – Colombia | 1 – 0   |
| 4 | Saint-Denis | 23 maart 2018 | Vriendschappelijk            | Frankrijk – Colombia | 2 – 3   |

## Samenvatting
| Competitie              | Totaal gespeeld | Winst Colombia | Gelijk | Winst Frankrijk | Doelsaldo Colombia – Frankrijk |
| ----------------------- | --------------- | -------------- | ------ | --------------- | ------------------------------ |
| FIFA Confederations Cup | 1               | 0              | 0      | 1               | 0 − 1                          |
| Vriendschappelijk       | 3               | 1              | 0      | 2               | 5 − 6                          |
| Totaal                  | 4               | 1              | 0      | 3               | 5 − 7                          |

Wedstrijden bepaald door strafschoppen worden, in lijn met de FIFA, als een gelijkspel gerekend.

## Details

### Eerste ontmoeting
| Vriendschappelijk (Salvador, Brazilië, 18 juni 1972): |              | |
| Colombia | 2 – 3        | Frankrijk |
| Hernando Piñeros 23' (pen.) Orlando Mesa 82' | goals        | 30' Charly Loubet 33' (pen.) Marc Molitor 72' Charly Loubet |
| Todor Veselinović | bondscoach   | Georges Boulogne |
| Pedro Antonio Zape Gerardo Moncada Jaime Rodríguez Oscar Ortega Jesús Rubio Luis Augusto García 46' Alvaro Contreras Alejandro Brand Carlos Lugo 52' Jaime Moron Hernando Piñeros | opstellingen | Georges Carnus Jean Djorkaeff Claude Quittet Marius Trésor Jean-François Jodar Jean-Michel Larqué Jean-Pierre Adams 46' Louis Floch 78' Marc Molitor Charly Loubet Henri Michel |
| Adolfo Andrade 46' Orlando Mesa 52' | wissels      | 46' Georges Bereta 78' Georges Lech |
| - Debuut van Jean-François Jodar (Stade de Reims) voor Frankrijk. |              | |

### Tweede ontmoeting
| FIFA Confederations Cup 2003 (Lyon, Frankrijk, 18 juni 2003): |              | |
| Frankrijk | 1 – 0        | Colombia |
| Thierry Henry 39' (pen.) | goals        | |
| Jacques Santini | bondscoach   | Francisco Maturana |
| Grégory Coupet Bixente Lizarazu Philippe Mexès Marcel Desailly Lilian Thuram Olivier Dacourt Benoît Pedretti Olivier Kapo 61' Sylvain Wiltord Djibril Cissé 77' Thierry Henry 84' | opstellingen | Oscar Córdoba 90+1' Gonzalo Martínez Mario Yepes Iván Córdoba Gerardo Bedoya Giovanni Hernández Rubén Velásquez Jorge López Caballero 66' Jairo Patiño Víctor Aristizábal Elson Becerra |
| Robert Pirès 61' Sidney Govou 77' Steve Marlet 84' | wissels      | 66' Eulalio Arriaga 90+1' Gerardo Vallejo |
| Philippe Mexès 10' Thierry Henry 24' Bixente Lizarazu 90+1' Lilian Thuram 90+2'                                                                                                   | gele kaarten | 6' Jorge López Caballero 38' Rubén Velásquez 78' Elson Becerra 89' Iván Córdoba 90+4' Víctor Aristizábal                                                                                |

### Derde ontmoeting
| Vriendschappelijk (Saint-Denis, Frankrijk, 3 juni 2008): |              | |
| Frankrijk | 1 – 0        | Colombia |
| Franck Ribéry 32' (pen.) | goals        | |
| Raymond Domenech | bondscoach   | Jorge Luis Pinto |
| Grégory Coupet Éric Abidal William Gallas Lilian Thuram Willy Sagnol Claude Makélélé Jérémy Toulalan Florent Malouda Franck Ribéry 76' Karim Benzema 65' Thierry Henry 76' | opstellingen | Agustín Julio Ruben Dario Bustos Cristián Zapata Walter Moreno 56' Pablo Armero 81' Carlos Sánchez José Amaya 65' Giovanni Hernández 81' Juan Carlos Escobar 58' Radamel Falcao 88' Edixon Perea |
| Lassana Diarra 65' Samir Nasri 76' Nicolas Anelka 76' | wissels      | 56' Elvis Gonzalez 65' Macnelly Torres 58' Roberto Polo 81' Stalin Motta 81' Fredy Guarín 88' Carmelo Valencia                                                                                   |
| Thierry Henry 61' | gele kaarten | 48' Giovanni Hernández |
| - Honderdste interland van Thierry Henry voor Frankrijk. |              | |

Colfútbol · A-internationals · Selecties · Statistieken · Bondscoaches · Colombiaans vrouwenelftal · Olympisch elftal · Colombia U20 · Colombia U17
1938 – 1949 ·
1950 – 1959 ·
1960 – 1969 ·
1970 – 1979 ·
1980 – 1989 ·
1990 – 1999 ·
2000 – 2009 ·
2010 – 2019 ·
2020 – 2029
WK 1962 · 
WK 1990 · 
WK 1994 · 
WK 1998 · 
WK 2014 · 
WK 2018
OS 1968 · 
OS 1972 · 
OS 1980 · 
OS 1992 · 
OS 2016
1938 · 
1939 · 1940 · 1941 · 1942 · 1943 · 1944 · 
1946 · 
1947 · 
1948 · 
1949 · 
1950 · 1951 · 1952 · 1953 · 1954 · 1955 · 1956 · 
1957 · 
1958 · 1959 · 1960 · 
1961 · 
1962 · 
1963 · 
1964 · 
1965 · 
1966 · 
1967 · 
1968 · 
1969 · 
1970 · 
1971 · 
1972 · 
1973 · 
1974 · 
1975 · 
1976 · 
1977 · 
1978 · 
1979 · 
1980 · 
1981 · 
1982 · 
1983 · 
1984 · 
1985 · 
1986 · 
1987 · 
1988 · 
1989 · 
1990 ·
1991 · 
1992 · 
1993 · 
1994 · 
1995 · 
1996 · 
1997 · 
1998 · 
1999 · 
2000 · 
2001 · 
2002 · 
2003 · 
2004 · 
2005 · 
2006 · 
2007 · 
2008 · 
2009 · 
2010 · 
2011 · 
2012 · 
2013 · 
2014 · 
2015 · 
2016 · 
2017 ·
2018 ·
2019 ·
2020 ·
2021
Algerije ·
Argentinië ·
Australië ·
Bahrein ·
België ·
Bolivia · 
Brazilië ·
Canada ·
Chili ·
China · 
Costa Rica ·
Cuba ·
DDR ·
Duitsland ·
Ecuador ·
Egypte ·
El Salvador ·
Engeland ·
Finland ·
Frankrijk ·
Griekenland ·
Guatemala · 
Haïti ·
Honduras ·
Hongarije ·
Hongkong ·
Ierland ·
Irak ·
Israël ·
Ivoorkust ·
Jamaica ·
Japan ·
Joegoslavië ·
Jordanië ·
Kameroen ·
Koeweit · 
Liberia · 
Marokko ·
Mexico ·
Montenegro ·
Nederland ·
Nederlandse Antillen ·
Nicaragua ·
Nieuw-Zeeland · 
Nigeria ·
Noord-Ierland ·
Noorwegen ·
Panama ·
Paraguay ·
Peru ·
Polen ·
Puerto Rico ·
Qatar ·
Roemenië ·
Saoedi-Arabië ·
Schotland ·
Senegal ·
Servië ·
Slovenië ·
Slowakije ·
Sovjet-Unie ·
Spanje ·
Trinidad en Tobago ·
Tsjecho-Slowakije ·
Tunesië · 
Turkije · 
Uruguay ·
Venezuela ·
Verenigde Arabische Emiraten · 
Verenigde Staten ·
Zuid-Afrika ·
Zuid-Korea ·
Zweden ·
Zwitserland
Brazilië (2014) ·
Engeland (2018) ·
Griekenland (2014) ·
Ivoorkust (2014) ·
Japan (2014) ·
Japan (2018) ·
Polen (2018) ·
Senegal (2018) ·
Uruguay (2014)
FFF · A-internationals · Selecties · Bondscoaches · Frans vrouwenelftal · Olympisch elftal · Frankrijk U21 · Frankrijk U20 · Frankrijk U19 · Frankrijk U18 · Frankrijk U17 · Frankrijk U16 · Vrouwen U17
1904 – 1919 ·
1920 – 1929 ·
1930 – 1939 ·
1940 – 1949 ·
1950 – 1959 ·
1960 – 1969 ·
1970 – 1979 ·
1980 – 1989 ·
1990 – 1999 ·
2000 – 2009 ·
2010 – 2019 ·
2020 – 2029
EK's: 1984 · 
1992 · 
1996 · 
2000 · 
2004 · 
2008 · 
2012 · 
2016 · 
2020 · 
2024
WK's: 1930 · 
1934 · 
1938 · 
1954 · 
1958 · 
1966 · 
1978 · 
1982 · 
1986 · 
1998 · 
2002 · 
2006 · 
2010 · 
2014 · 
2018 · 
2022
OS: 1900 · 
1908 · 
1920 · 
1924 · 
1948 · 
1952 · 
1960 · 
1968 · 
1976 · 
1984 · 
1996 · 
2020
1904 · 
1905 · 
1906 · 
1907 · 
1908 · 
1909 · 
1910 · 
1911 · 
1912 · 
1913 · 
1914 · 
1915 · 1916 · 1917 · 1918 · 
1919 · 
1920 · 
1921 · 
1922 · 
1923 · 
1924 · 
1925 · 
1926 · 
1927 · 
1928 · 
1929 · 
1930 · 
1931 · 
1932 · 
1933 · 
1934 · 
1935 · 
1936 · 
1937 · 
1938 · 
1939 · 
1940 · 1941  · 
1942 · 
1943 · 1944  · 
1945 · 
1946 · 
1947 · 
1948 · 
1949 · 
1950 · 
1951 · 
1952 · 
1953 · 
1954 · 
1955 · 
1956 · 
1957 · 
1958 · 
1959 ·
1960 · 
1961 · 
1962 · 
1963 · 
1964 · 
1965 · 
1966 · 
1967 · 
1968 · 
1969 ·
1970 · 
1971 · 
1972 · 
1973 · 
1974 · 
1975 · 
1976 · 
1977 · 
1978 · 
1979 ·
1980 · 
1981 · 
1982 · 
1983 · 
1984 · 
1985 · 
1986 · 
1987 · 
1988 · 
1989 · 
1990 · 
1991 · 
1992 · 
1993 · 
1994 · 
1995 · 
1996 · 
1997 · 
1998 · 
1999 · 
2000 · 
2001 · 
2002 · 
2003 · 
2004 · 
2005 · 
2006 · 
2007 · 
2008 · 
2009 · 
2010 · 
2011 · 
2012 · 
2013 · 
2014 · 
2015 · 
2016 · 
2017 · 
2018 ·
2019 ·
2020 ·
2021 ·
2022 ·
2023
Albanië ·
Algerije ·
Andorra ·
Argentinië ·
Armenië ·
Australië ·
Azerbeidzjan ·
België ·
Bolivia ·
Bosnië en Herzegovina ·
Brazilië ·
Bulgarije ·
Canada ·
Chili ·
China ·
Colombia ·
Costa Rica ·
Cyprus ·
Denemarken ·
Duitse Democratische Republiek ·
Duitsland ·
Ecuador ·
Egypte ·
Engeland ·
Estland ·
Faeröer ·
Finland ·
Georgië ·
Gibraltar ·
Griekenland ·
Honduras ·
Hongarije ·
Ierland ·
IJsland ·
Iran ·
Israël ·
Italië ·
Ivoorkust ·
Jamaica ·
Japan ·
Joegoslavië ·
Kameroen ·
Kazachstan ·
Koeweit ·
Kroatië ·
Letland ·
Litouwen ·
Luxemburg ·
Malta ·
Marokko ·
Mexico ·
Moldavië ·
Nederland ·
Nieuw-Zeeland ·
Nigeria ·
Noord-Ierland ·
Noorwegen ·
Oekraïne ·
Oostenrijk ·
Paraguay ·
Peru · 
Polen ·
Portugal ·
Roemenië ·
Rusland ·
Saoedi-Arabië ·
Schotland ·
Senegal ·
Servië ·
Slovenië ·
Slowakije ·
Sovjet-Unie ·
Spanje ·
Togo ·
Tsjechië ·
Tsjecho-Slowakije ·
Tunesië ·
Turkije ·
Uruguay ·
Verenigde Staten ·
Wales ·
Wit-Rusland ·
Zuid-Afrika ·
Zuid-Korea ·
Zweden ·
Zwitserland
Albanië (2016) ·
Argentinië (2018) ·
Argentinië (2022) ·
Australië (2018) · 
België (1904) · 
België (2018) · 
Brazilië (1998) · 
Brazilië (2006) · 
Denemarken (2002) · 
Denemarken (2018) ·
Duitsland (2014) · 
Duitsland (2021) · 
Ecuador (2014) · 
Engeland (1982) · 
Engeland (2012) · 
Engeland (2022) ·
Honduras (2014) · 
Hongarije (2021) · 
Italië (2000) · 
Italië (2006) · 
Italië (2008) · 
Japan (2001) · 
Kameroen (2003) · 
Koeweit (1982) · 
Kroatië (2018) · 
Marokko (2022) ·
Mexico (2010) · 
Nederland (2008) · 
Nigeria (2014) ·
Noord-Ierland (1982) · 
Oekraïne (2012) · 
Oostenrijk (1982) · 
Peru (2018) · 
Polen (1982) · 
Polen (2022) ·
Portugal (2006) · 
Portugal (2016) ·
Portugal (2021) ·
Roemenië (2008) ·
Roemenië (2016) ·
Senegal (2002) · 
Spanje (1984) ·
Spanje (2006) ·
Spanje (2012) ·
Spanje (2021) ·
Togo (2006) ·
Tsjecho-Slowakije (1982) ·
Uruguay (2002) ·
Uruguay (2010) ·
Uruguay (2018) ·
Zuid-Afrika (2010) ·
Zuid-Korea (2006) ·
Zweden (2012) ·
Zwitserland (2006) ·
Zwitserland (2014) ·
Zwitserland (2016) ·
Zwitserland (2021)